# Торпедо (гальмівна втулка велосипеда)

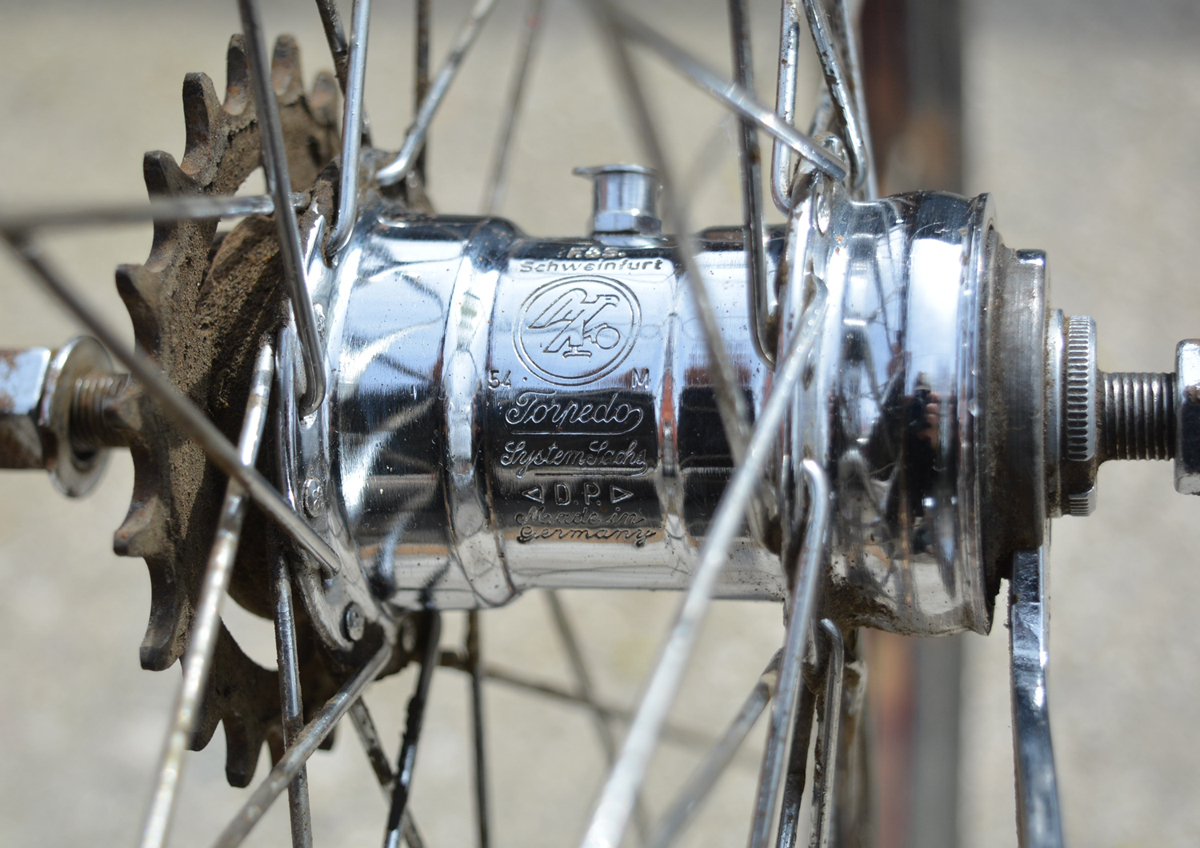
Оригінальна втулка «Torpedo» виробництва Fichtel & Sach, Schweinfurt 1954 рік

Торпедо (нім. Torpedo) — втулка заднього колеса велосипеда з гальмівним механізмом та вільним ходом. Конструкція втулки дозволяє рухатися велосипеду під дією педалей (робочий хід), та котитися за інерцією (вільний хід), а також гальмувати коли педалі обертають в зворотному напрямку.
Винайдена німецьким механіком Ернстом Захсом (нім. Erhst Sachs (1867—1932)). Є найбільш розповсюдженим та копійованим в світі вузлом конструкції велосипеда.

## Історія
В 1898 році німецький механік, велогонщик Ернст Захс на виставці в Англії вперше презентував маточину заднього колеса велосипеда власної конструкції з обгінною муфтою (вільним ходом). На той час вже існували подібні втулки але складнішої конструкції та без гальм і модель Ернста Захса не одразу отримала належної оцінки.
Після вдосконалення в 1903 році Ернст Захс запатентував нову конструкцію втулки заднього колеса з вільним ходом та внутрішнім гальмівним механізмом оснащену кульковими вальницями. Згодом вона отримала назву «Torpedo» (яка може означати «торпеда» чи «електричний скат»). Вдала конструкція механізму втулки забезпечувала велосипеду легкий хід, добрий накат та надійне гальмування.
Цей винахід став революційним у розвитку історії велосипеда.
1 серпня 1895 року разом з комерційним компаньйоном Карлом Фіхтелем (Karl Fichtel; 1853—1911), Ернст Захс заснував в місті Швайнфурт підприємство «Schweinfurter Präzisions-Kugellagerwerke Fichtel & Sachs» яке почало масове виробництво кулькових вальниць та велосипедних гальмівних одношвидкісних втулок «Торпедо». Завдяки порівняно простій конструкції, надійності, ефективного гальмування та простоті налаштування, нова втулка швидко завоювала популярність.
З ростом популярності велосипедів на початку ХХ століття, зростала потреба виробників в надійному приводному та гальмівному механізмі. Переважна більшість виробників велосипедів в Європі почали оснащувати свої моделі втулками «Торпедо» виробництва фірми Fichtel & Sachs. В 1905 році Захс розробив також двохшвидкісну втулку з планетарним редуктором, а згодом і трьохшвидкісну.
В 1904 році на фабриці Fichtel & Sachs працювало 900 робітників які виробляли 250000 втулок, в 1908 персонал зріс до 1800 робітників, а виробництво сягало 482000 штук. Через значну потребу, їх виготовляли також інші виробники на ліцензійних умовах та з обов'язковим клеймом «Fichtel und Sachs (FuS)», «Torpedo». На 1924 рік (від початку виробництва в 1904 р.) було виготовлено 25 мільйонів велосипедних гальмівних втулок «Торпедо».
Сьогодні в ХХІ столітті втулка «Торпедо» залишається актуальною, і без конструктивних змін виготовляється багатьма виробниками велосипедів у всьому світі.
Всі, без винятку, дорожні одношвидкісні велосипеди що вироблялись в СРСР оснащувались втулками системи «Торпедо». Їх виробляли на Харківському велосипедному заводі, мінському, пермському та інш., без ліцензії та відповідних маркувань.

## Опис конструкції та принцип дії

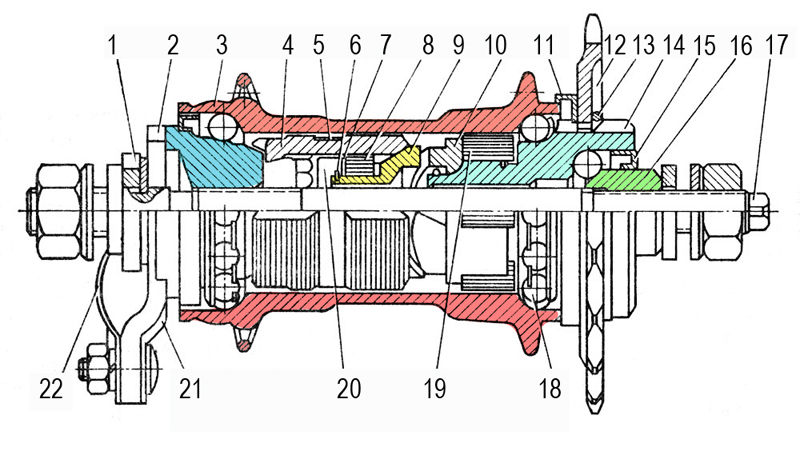
Рис.1 Конструкція втулки «Торпедо»
(нумерація деталей відповідає обом зображенням)
1 — контргайка;
2 — лівий конус;
3 — корпус втулки;
4 — гальмовий барабан ;
5 — пружинне кільце;
6, 13 – упорне кільце;
7 — шайба;
8 — гальмовий ролик;
9 — гальмовий конус;
10 — чашка;
11, 15 — пилозахисні кільця;
12 — приводна зірочка;
14 — приводний конус;
16 — правий нерухомий конус;
17 — вісь втулки;
18, 20 — сепаратори;
19 — приводний ролик;
21 — гальмовий важіль;
22 — хомут

### Загальна будова
У середині корпусу 3 втулки розміщені кулькові вальниці, механізм вільного ходу та гальмівний механізм (нумерація деталей в описі відповідає зображенням на рис.1). Внутрішня поверхня корпусу є частиною кулькової вальниці, тому він виготовляється із високоякісної загартованої хромистої сталі.
Механізм вільного ходу, або приводний механізм, розташований в правій частині втулки (Рис.1 вигляд з заду велосипеда).
На осі 17 поміщено приводний конус 14, що має кулькову доріжку і п'ять фасонних гнізд, донні частини яких виконані із заглибленням по спіралі. В межах гнізд можуть вільно перекочуватися п'ять приводних роликів 19, осі яких паралельні осі втулки. Поверх привідного конуса з роликами одягнута чашка 10 з п'ятьма прорізями, з яких над її циліндричною поверхнею при певному повороті назовні трохи виступають привідні ролики.
З лівого боку чашка має два торцеві виступи (кулачки) з гвинтовою поверхнею, які дотичні з аналогічними виступами гальмівного конуса 9. На кульковій доріжці приводного конуса розміщено одинадцять кульок, що утримуються сепаратором, вони разом з ведучим конусом і корпусом, на внутрішній поверхні якого є також кулькова доріжка, утворюють праву вальницю вільного ходу.
У внутрішні частині привідного конуса також є кулькова доріжка, в ній розміщено сім кульок в сепараторі які опираються на правий конус 16, що навернений на вісь до упору, вони утворюють вальницю робочого ходу. Вальниця закрита пилозахисним кільцем 15.
Зовні на ведучому конусі 14 на шліцах встановлена привідна зірочка ланцюгової передачі 12, та зафіксована упорним кільцем 13. На ліву частину осі 17 накручено лівий конус 2, він має кулькову доріжку, на котрій також розташовані одинадцять кульок в сепараторі. Вони разом з конусом і корпусом втулки утворюють ліву вальницю. На лівий конус напресовано пилозахисне кільце вальниці. Всі кульки вальниці задньої втулки мають діаметр 6 мм.
Гальмівний механізм втулки складається з гальмівного барабану 4 і гальмівного конуса 9, який разом з розташованим на ньому деталями вставляється в праву частину гальмівного барабана 4. Лівий бік гальмівного барабану находить на конічну частину лівого конуса та утримується від провертання двома виступами, котрі входять в і пази на лівому конусі.
Лівий конус завжди залишається нерухомий відносно рами велосипеда. Для цього він утримується гальмівним важелем 21 розташованим з лівого боку втулки, та жорстко закріплюється хомутиком 22 до ланцюгової вилки рами.
Гальмівний барабан складається з двох окремих поздовжніх половин, скріплених пружинним кільцем 5. На циліндричній частині гальмового конуса 9 є дві лиски, на яких розміщені два гальмові ролики 8, їх утримує латунний сепаратор 20. Два трохи відігнуті назовні пружні латунні язички сепаратора ковзають з деяким тертям по внутрішній рифленій поверхні гальмівного барабану. Сепаратор утримується на гальмовому конусі за допомогою шайби 7 та стопорного кільця 6.

### Дія механізму втулки

##### Робочий хід
На початку робочого ходу педалей, привідна зірочка обертається за годинниковою стрілкою відносно корпусу втулки, пов'язаний із зірочкою привідний конус почне повертатися відносно чашки 10.
На початку повороту конуса чашка дещо запізнюється, так як її торцеві виступи зустрічають опір з боку виступів гальмівного конуса 9, що обертається усередині гальмівного барабану з деяким тертям. При повороті конуса приблизно на 20 градусів відносно чашки, привідні ролики 19, які утримуються прорізами чашки, під впливом спіральних поверхонь гнізд провідного конуса висовуються назовні та заклинюються між внутрішньою циліндричною поверхнею корпусу і гніздами привідного конуса.

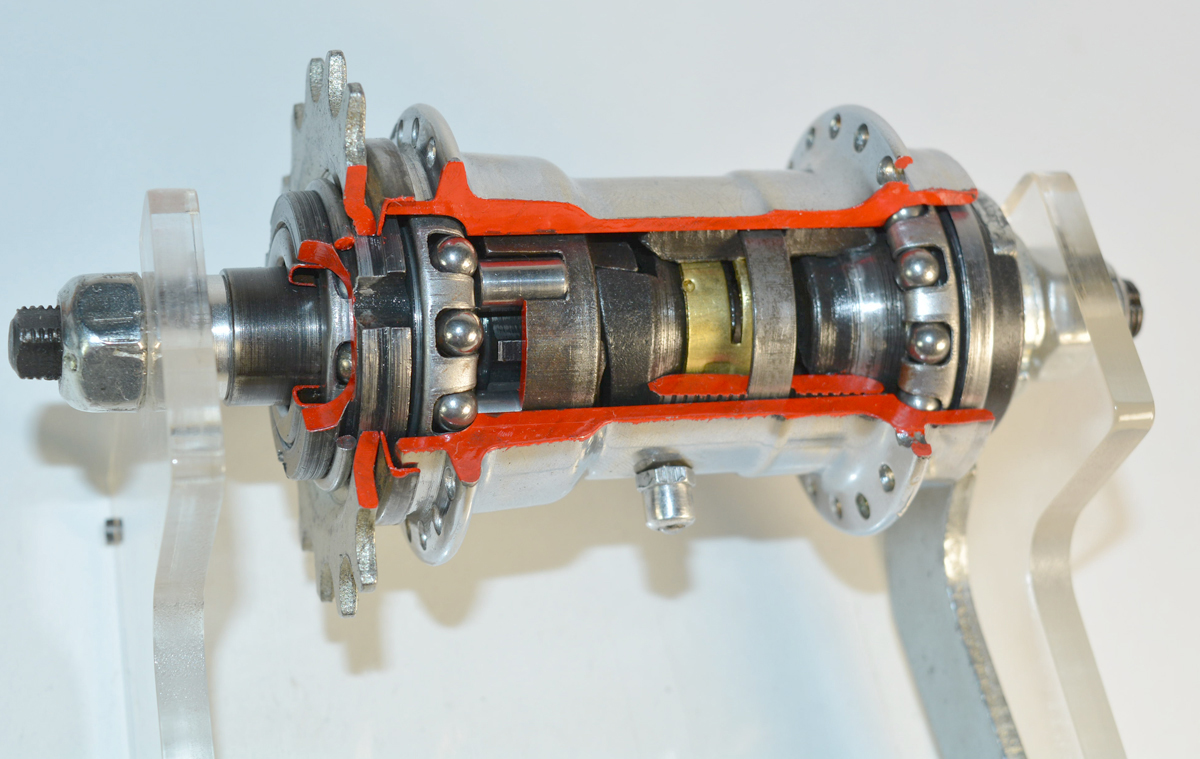
Розріз одношвидкісної втулки типу Торпедо

У місцях контакту роликів з внутрішньою поверхнею корпусу виникають значні сили тертя, міцно зчіплюючи корпус з провідним конусом. Тепер корпус втулки обертається разом із зірочкою як одне ціле і через шпиці передається крутний момент на обід колеса.
Під час робочого ходу обертання колеса здійснюється на двох вальницях: лівий великій, та малій вальниці робочого ходу в середині привідного конуса 14.
Чашка при обертанні захоплює за собою гальмівний конус, який обертається всередині гальмівного барабану під час всього періоду робочого ходу. Сила тертя, створювана язичками сепаратора гальмівного конуса, незначна та практично не відчувається при їзді. Так здійснюється робочий хід велосипеда.

##### Вільний хід
Коли припиняється обертання педалей, велосипед рухається по інерції.
У цей момент корпус втулки при своєму обертанні обганяє ведучий конус 14 з роликами в його гніздах 19, що припинив обертання. Ролики, трохи повертаючись навколо власних осей, розклинюються та вільно скочуються в більш глибокі місця спіральних гнізд конуса. Конус і корпус втулки роз'єднуються. Колесо обертається тепер на двох вальницях в корпусі втулки: лівій та правій великих вальницях вільного ходу.
Маленька вальниця робочого ходу не працює. Здійснюється вільний хід велосипеда.

##### Гальмування

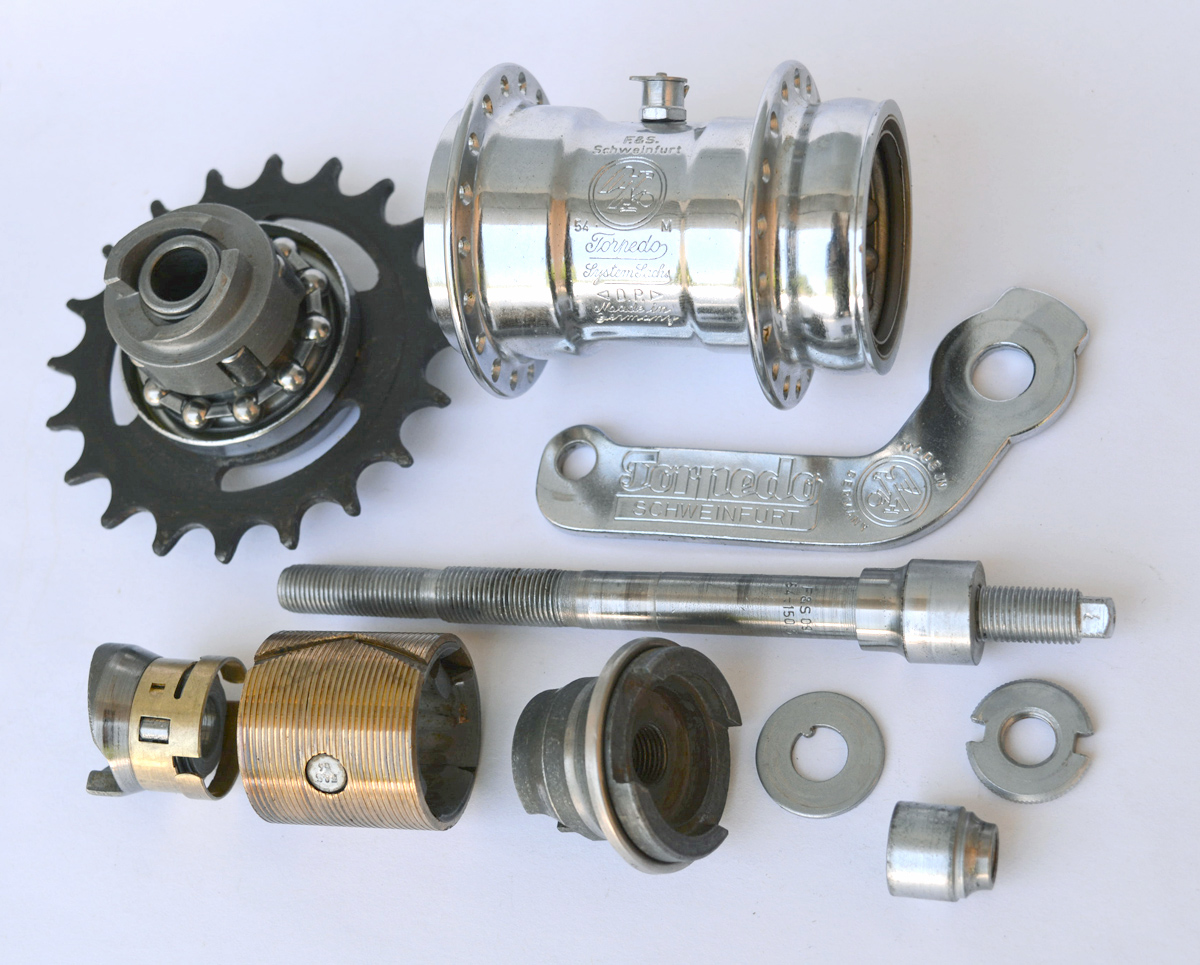
Складові частини гальмівної втулки Torpedo

Для гальмування, педалі велосипеда повертають в зворотну сторону, проти ходу велосипеда. При цьому ведучий конус 14 повертається проти ходу колеса і за допомогою роликів 19 у своїх гніздах захоплює за собою чашку 10. Чашка, впираючись своїм торцевими гвинтовими виступами в гальмовий конус 9, почне повертати його в середині гальмового барабана 4.
Оскільки сепаратор 20 повертається з деяким тертям своїми пружними язичками об внутрішню поверхню гальмового барабана, два гальмові ролики, ковзаючи по лисці гальмового конуса, виступають з вікон сепаратора та потрапивши в поздовжні канавки внутрішньої рифленої поверхні гальмового барабана, не дозволяють гальмівному конусу провертатися далі.
З цього моменту гвинтові виступи чашки 10, взаємодіючи з гальмовим конусом, починають втискати його всередину гальмового барабана 4.
Під дією гальмівного конуса барабан трохи зсовується ліворуч і лівою стороною насувається на конічну частину нерухомого лівого конуса 2. При подальшому втискуванні гальмового конуса всередину гальмового барабана він розсовується.
Половинки барабана скріплені пружинним кільцем 5, під дією двох конусів 2 та 9, взаємно розсовуються і притискаючись до внутрішньої поверхні корпусу втулки, створюють силу тертя, які гальмують колесо.
Обертання барабана разом з корпусом втулки не відбувається, тому що відігнуті всередину виступи на лівій стороні барабана, входять в пази нерухомого лівого конуса 2, та перешкоджають повороту. Гальмівний крутний момент сприймається лівим конусом через гальмовий важіль, пов'язаний з рамою велосипеда. Ефективність гальмування залежить від сили натискання на педаль.